# Formulació lagrangiana
La formulació lagrangiana o mecànica lagrangiana és una reformulació de la mecànica clàssica newtoniana introduïda per Joseph Louis Lagrange el 1788. En la formulació lagrangiana, la trajectòria d'un objecte es troba cercant la trajectòria tal que l'acció, S, té un valor estacionari ({\displaystyle \delta S=0}). L'acció és la suma (la integral, de fet) en el temps d'una funció anomenada lagrangià, definida com l'energia cinètica menys l'energia potencial. Cal remarcar que no es tracta de cap teoria nova, és simplement la mecànica newtoniana amb eines matemàtiques més sofisticades. L'avantatge és que en aquest cas, el plantejament i les equacions resultants que cal resoldre són molt més simples.
En la pràctica, resoldre un problema amb el formulisme de Lagrange es redueix, en primer lloc, a trobar un bon sistema de coordenades (per «bon sistema» entenem un que simplifiqui al màxim el plantejament del problema) i a continuació calcular l'energia cinètica i potencial del sistema; una vegada trobades només cal resoldre les equacions de Lagrange per a cada coordenada, que són equacions diferencials i que explicarem a continuació.

## Les equacions de Lagrange
Les equacions de moviment d'un cos en la formulació lagrangiana són les anomenades equacions de Lagrange, també conegudes com a equacions d'Euler-Lagrange. Si considerem una partícula de massa m, amb velocitat v i posició r i sotmesa a una força F, la segona llei de Newton es pot escriure, recordant que la quantitat de moviment p és m·v, com
{\displaystyle {\vec {F}}={\frac {d{\vec {p}}}{dt}}={\vec {v}}{\frac {dm}{dt}}+m{\frac {d^{2}{\vec {r}}}{dt^{2}}}}
que és un conjunt de 3 equacions diferencials de segon ordre (una per a cada component de r: x, y i z). Per tant, el moviment de la partícula es pot descriure amb 6 variables independents, o graus de llibertat. Un conjunt evident de variables és les tres components de r i les tres components de la velocitat (dr/dt) en un moment donat. Però aquesta tria no és l'única; es pot treballar amb qualsevol conjunt independent de coordenades i derivades de coordenades que anomenarem coordenades generalitzades qj i velocitats generalitzades q'j. La relació entre les coordenades generalitzades i les cartesianes ri es podrà expressar amb una equació de transformació
{\displaystyle {\vec {r}}={\vec {r}}(q_{i},q_{j},q_{k},t)}
Ara considerem un desplaçament arbitrari de la partícula, δ. El treball fet per la força F sobre la partícula serà δW = F · δr. Amb la segona llei de Newton podem escriure:
{\displaystyle {\vec {F}}\cdot \delta {\vec {r}}=m{\frac {d^{2}{\vec {r}}}{dt^{2}}}\cdot \delta {\vec {r}}}
Com el treball és una quantitat escalar, podrem escriure aquesta equació en termes de les coordenades i velocitats generalitzades. A la banda esquerra tenim:
{\displaystyle {\begin{matrix}{\vec {F}}\cdot \delta {\vec {r}}&=&-\nabla V\cdot \sum _{i}{\partial {\vec {r}} \over \partial q_{i}}\delta q_{i}\\\\&=&-\sum _{i,j}{\partial V \over \partial r_{j}}{\partial r_{j} \over \partial q_{i}}\delta q_{i}\\\\&=&-\sum _{i}{\partial V \over \partial q_{i}}\delta q_{i}.\\\end{matrix}}}
La banda dreta és una mica més difícil, però es pot arribar a:
{\displaystyle m{\frac {d^{2}{\vec {r}}}{dt^{2}}}\cdot \delta {\vec {r}}=\sum _{i}\left[{d \over dt}{\partial T \over \partial q'_{i}}-{\partial T \over \partial q_{i}}\right]\delta q_{i}}
on
{\displaystyle T={\frac {1}{2}}m({\frac {d{\vec {r}}}{dt}})^{2}}
és l'energia cinètica de la partícula. Ara podem ajuntar els dos termes i obtenim
{\displaystyle \sum _{i}\left[{d \over dt}{\partial {T} \over \partial {q'_{i}}}-{\partial {(T-V)} \over \partial q_{i}}\right]\delta q_{i}=0.}
Però això ha de ser cert per a qualsevol conjunt de desplaçaments generalitzats δqi, de manera que el que ha d'anul·lar-se és la part de dins del parèntesi i hem de tenir, que
{\displaystyle \left[{d \over dt}{\partial {T} \over \partial {q'_{i}}}-{\partial {(T-V)} \over \partial q_{i}}\right]=0}
per a cada coordenada generalitzada δqi. Com V només és funció de r i de t, i r és funció de les coordenades generalitzades i de t, V és independent de les velocitats generalitzades:
{\displaystyle {d \over dt}{\partial {V} \over \partial {q'_{i}}}=0.}
i per tant, podem afegir V al primer terme de la resta anterior sense cap problema (sempre donarà 0). Si ho fem i definim la quantitat anomenada lagrangià, que és simplement la resta de l'energia cinètica i la potencial, L = T - V, obtenim les equacions de Lagrange:

{\displaystyle {\partial {L} \over \partial q_{i}}={d \over dt}{\partial {L} \over \partial {q'_{i}}}}

Hi ha una equació de Lagrange per a cada coordenada generalitzada. Per a resoldre un problema concret només cal determinar un bon conjunt de coordenades generalitzades, determinar T i V i resoldre les equacions de Lagrange per a cada coordenada generalitzada.